# Якобсен, Уильям
Уи́льям Макла́уд Я́кобсен (фар. William McLeod Jacobsen; 30 ноября 1974, Клаксвуйк) — фарерский футболист и тренер. С 2007 года по 2016 год — главный тренер молодёжной сборной Фарерских островов.

## Карьера игрока
Билл сыграл только два матча в фарерской премьер-лиге. Из-за нехватки игроков в сезонах 2001 и 2002 он был заявлен как игрок клуба «КИ Клаксвик», за который и отыграл две встречи.

## Карьера клубного тренера
Якобсен с 1987 по 1994 год тренировал юниоров в команде «КИ Клаксвик» из своего родного города. Потом он пошёл на повышение — стал тренировать юниоров в датском клубе «Эсбьерг». После ухода из «Эсбьерга» Билл вернулся в «КИ Клаксвик», но уже в качестве помощника главного тренера. В середине 2002 года Уильям был помощником главного тренера в команде «НСИ Рунавик». В этом клубе он выиграл Кубок Фарерских островов. После этого он три года не работал в клубах. Затем пару сезонов был наставником в «07 Вестур» из второй по значимости лиги, а затем был назначен главным тренером в клуб «Б68 Тофтир». С ним он выиграл первый дивизион. В премьер-лиге «Б68 Тофтир» с Якобсеном боролся за места в середине таблицы. Он получил награду «Лучшего главного тренера Фарерских островов-2009». Понимая, что с этим клубом большего не добиться, Билл покинул клуб в 2011 году. В 2012 году клуб «Б68 Тофтир» попросил Билла вернуться на пост главного тренера взамен уволенного Паули Поульсена, чтобы спасти клуб от «вылета» в низший дивизион. Несмотря на все усилия тренера, по итогам сезона 2012 Б68 вылетела лигой ниже, и Билл во второй раз покинул клуб.
В 2021 году Билл был назначен главным тренером второй команды рунавуйкского «НСИ». В середине сезона он перешёл на аналогичную должность в первой команде «пчёл» и покинул её в конце года.

## Карьера тренера юниорских и молодёжных команд
С 1998 по 2007 год Билл работал с юниорскими сборными Фарерских островов до 14, до 17, до 19 лет. В 2001 году Уильям провёл один матч в качестве помощника главного тренера первой сборной. В 2007 году Якобсен был назначен главным тренером молодёжной сборной Фарерских островов. С ней он добился исторической победы над молодёжной сборной России.

## Достижения
- Победитель Кубка Фарерских островов 2002
- Победитель первого дивизиона Фарерских островов 2007
- Лучший главный тренер Фарерских островов 2009